# Semilimacella bonellii
Semilimacella bonellii is een slakkensoort uit de familie van de Vitrinidae. De wetenschappelijke naam van de soort is voor het eerst geldig gepubliceerd in 1873 door Targioni Tozzetti.